# Međimurje distrikt
Međimurje distrikt (Medjimurje) (kroatisk: Međimurska županija) er et distrikt i Kroatien, beliggende mellem floderne Mur og Drava. Det ligger helt mod nord i regionen Centralkroatien, og grænser til nabolandene Slovenien i vest og nord, og Ungarn i nordøst. I syd grænser det til distrikterne Varaždin og Koprivnica-Križevci. Den største by og distriktshovedstad er Čakovec, andre byer er Prelog og Mursko Središće.
Navnet betyder bogstaveligt mellem-Mur-land.

## Administrativ inddeling
Međimurje distrikt er inddelt i 3 byer og 22 kommuner:
Byer:
- Čakovec
- Mursko Središće
- Prelog

Kommuner:
- Belica
- Dekanovec
- Domašinec
- Donja Dubrava
- Donji Kraljevec
- Donji Vidovec
- Gori
- Gornji Mihaljevec
- Kotoriba
- Mala Subotica
- Nedelišće
- Orehovica
- Podturen
- Pribislavec
- Selnica
- Strahoninec
- Sveta Marija
- Sveti Juraj na Bregu
- Sveti Martin na Muri
- Šenkovec
- Štrigova
- Vratišinec